# Атлетика на Летњим олимпијским играма 1904 — 1.500 метара за мушкарце
Дисциплина трчања на 1.500 метара за мушкарце, била је, трећи пут, једна од атлетских дисциплина на Олимпијским играма 1904. у Сент Луису. Трка је одржана је 3. септембра на стадиону Франсис филд уз учествовање 9 такмичара, из 3 земље.

## Земље учеснице
- САД (7)
- Канада(1)
- Немачко царство (1)

## Рекорди пре почетка такмичења
| Најбољи резултат на свету | 4:06,2(*)(**) | Чарлс Бенет | САД | Париз (Француска) | 15. јул, 1900. |
| Олимпијски рекорд         | 4:06,2(*)     | Чарлс Бенет | САД | Париз (Француска) | 15. јул, 1900. |

• = незванично

•• = резултат постигнут на стази чији је круг износио 500 метара (уместо 400)

## Освајачи медаља
|                  |                    |                |
| Џим Лајтбоди САД | Вилијан Вернер САД | Лејси Херн САД |

## Нови рекорди после завршетка такмичења
| Олимпијски рекорд | 4:05,4 | Џим Лајтбоди | САД | Сент Луис, САД | 3. септембар 1904. |

## Резултати
| Место | Атлетичар                     | Резултат | Напомена |
| ----- | ----------------------------- | -------- | -------- |
|       | Џим Лајтбоди САД              | 4:05,4   | ОР       |
|       | Вилијан Вернер САД            | 4:06,8   |          |
|       | Лејси Херн САД                |          |          |
| 4     | Дејвид Мансон САД             |          |          |
| 5     | Јоханес Рунге Немачко царство |          |          |
| 6     | Питер Дир Канада              |          |          |
| 7     | Хауард Валентајн САД          |          |          |
| 8     | Харви Кон САД                 |          |          |
| 9     | Чарлс Бејкон Канада           |          |          |